# Maria Withoos

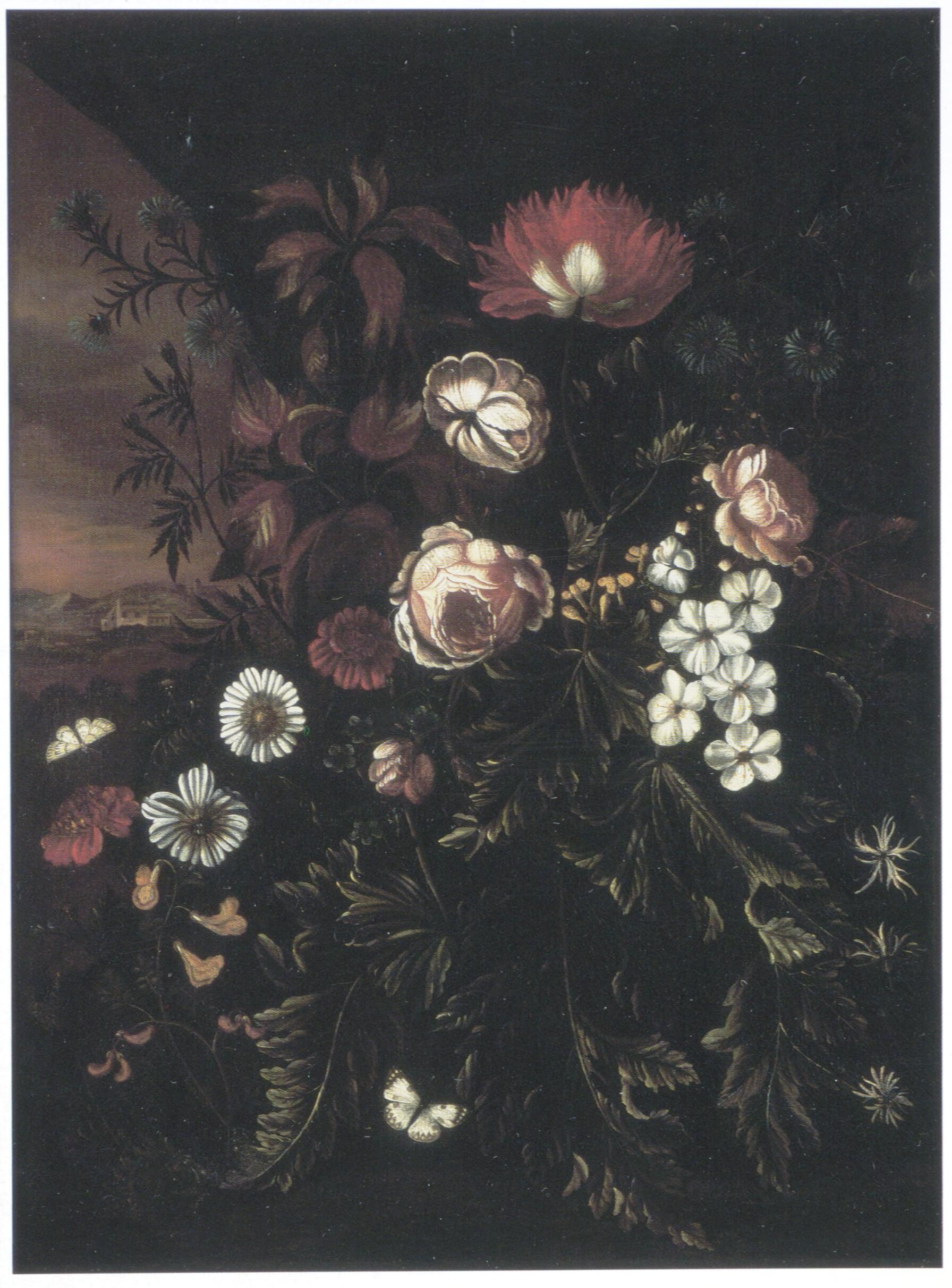
Maria Withoos – Kwiaty na tle pejzażu

Maria Withoos (ochrz. 8 maja 1663 w Amersfoort, zm. po 1699)  – holenderska malarka i ilustratorka, specjalizująca się w rysunkach roślin.

## Życiorys
Była córką malarza  Matthiasa Withoosa (1627–1703) i Wendeliny van Hoorn (1618–ok.1680) , którzy mieli ośmioro dzieci . W 1672 roku cała rodzina przeniosła się do Hoorn, gdzie pracowało wielu artystów specjalizujących się w rysunkach roślin i owadów .
Matthias Withoos nauczył wszystkie swoje dzieci rysunku – Maria, Alida (ok. 1661–1730), Johannes (1648–1688), Pieter (1654–1692) i Frans (1665–1705) wyspecjalizowali się w rysunkach roślin, ptaków, motyli i innych owadów . Maria malowała również martwe natury i pejzaże . Niewiele wiadomo na temat jej prac – przypisuje się jej autorstwo ośmiu obrazów .
Ok. 1665 roku Maria poślubiła Johannesa Brickely'a, z którym miała syna Johanessa . W 1698 roku wyszła ponownie za mąż za Dircka Knijpa, z którym miała syna Mattiasa .
Maria zmarła po 1699 roku najprawdopodobniej w Hoorn .